# Trygodes tarapotensis
Trygodes tarapotensis là một loài bướm đêm trong họ Geometridae.